# Nguyễn Thành Thơ (thẩm phán)
Nguyễn Thành Thơ (sinh năm 1961) là thẩm phán cao cấp người Việt Nam. Ông nguyên là Chánh án Tòa án nhân dân tỉnh Đồng Tháp. 

## Tiểu sử
Nguyễn Thành Thơ sinh năm 1961, quê quán tại xã Long Hậu, huyện Lai Vung, tỉnh Đồng Tháp.
Ông có bằng Cử nhân Luật.
Ông là đảng viên Đảng Cộng sản Việt Nam.
Ngày 4 tháng 5 năm 2011, Nguyễn Thành Thơ, nguyên Giám đốc Sở Tư pháp tỉnh Đồng Tháp, được Chánh án Tòa án nhân dân tối cao Việt Nam Trương Hòa Bình bổ nhiệm giữ chức vụ Chánh án Tòa án nhân dân tỉnh Đồng Tháp (Quyết định số 726/QĐ-TCCB).
Tháng 1 năm 2020, ông bị kỉ luật cách chức các chức vụ trong Đảng Cộng sản Việt Nam (Ủy viên Ban Chấp hành Đảng bộ tỉnh Đồng Tháp, Bí thư Ban cán sự Đảng Tòa án nhân dân tỉnh Đồng Tháp).
Sau đó, ông có đơn xin thôi giữ chức vụ Chánh án Tòa án nhân dân tỉnh Đồng Tháp.
Ngày 13 tháng 2 năm 2020, ông Phạm Trung Tuấn, Chánh tòa Kinh tế Tòa án nhân dân cấp cao tại Thành phố Hồ Chí Minh, được bổ nhiệm thay thế vị trí ông Nguyễn Thành Thơ.

## Kỉ luật
Ngày 13 tháng 1 năm 2020, Ban Chấp hành Đảng bộ tỉnh Đồng Tháp đề nghị kỉ luật cách chức Tỉnh ủy viên đối với Chánh án Nguyễn Thành Thơ, cảnh cáo đối với hai Phó Chánh án Nguyễn Thị Thanh, Nguyễn Văn Mỹ và Chánh văn phòng Tòa án nhân dân tỉnh Đồng Tháp Nguyễn Ngọc Thông. Lý do là những người này đã liên quan đến sai phạm tài chính với số tiền hàng tỉ đồng tại Tòa án nhân dân tỉnh Đồng Tháp.
Ngày 7 tháng 7 năm 2020, Ban Bí thư Ban Chấp hành Trung ương Đảng Cộng sản Việt Nam đã thi hành hình thức kỉ luật cách chức toàn bộ chức vụ trong đảng đối với ông Nguyễn Thành Thơ do đã lập và sử dụng quỹ trái phép, nhận tiền và quà tặng từ các tổ chức trái quy định, vi phạm về quản lý tài chính và phòng chống tham nhũng với số tiền lớn.